# Cairate
Cairate là một đô thị ở tỉnh Varese trong vùng Lombardia, có cự ly khoảng 35 km về phía tây bắc của Milan và khoảng 15 km về phía nam của Varese. Tại thời điểm ngày 31 tháng 12 năm 2004, đô thị này có dân số 7.570 người và diện tích là 11,3 km².
Cairate giáp các đô thị: Carnago, Cassano Magnago, Castelseprio, Fagnano Olona, Locate Varesino, Lonate Ceppino, Tradate.